# Kathedraal van Le Mans

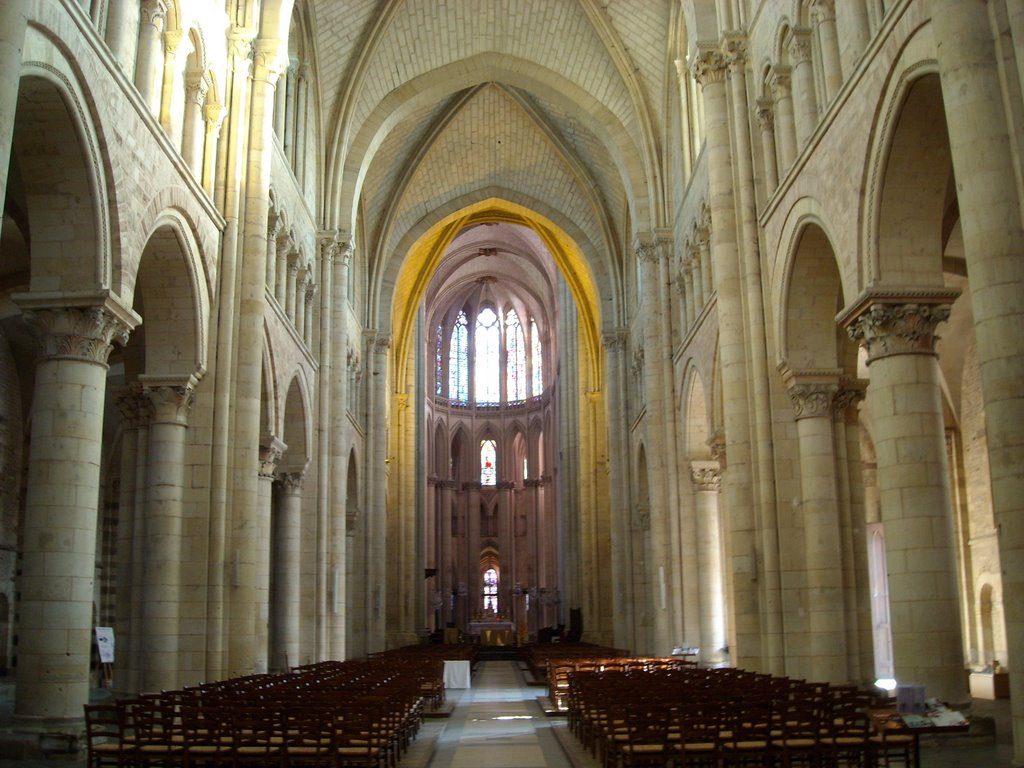
Interieur van de kathedraal

De Kathedraal van Le Mans (Frans: Cathédrale Saint-Julien du Mans) is een kathedraal in de Franse stad Le Mans, bestaande uit een romaans schip en een gotisch koor. De kathedraal behoort, vooral dankzij de gotische koorpartij, tot de belangrijkste religieuze bouwwerken in Frankrijk. De patroonheilige is Julianus van Le Mans.

## Bouwgeschiedenis
Rond het jaar 1100 kwam in Le Mans een romaanse kathedraal tot stand op de plaats van een oudere. Deze romaanse kathedraal werd in 1134 en 1137 door brand geteisterd, en daarna in laatromaanse stijl hersteld. Uit deze tijd dateren onder meer de lichtbeuk en de gewelven van het schip. In dezelfde tijd kwam het fraaie zuidportaal van het schip tot stand, dat versierd is met beeldhouwwerk in de stijl van de westgevel van de kathedraal van Chartres.
Nadat Le Mans in 1214 aan de Franse kroon gekomen was, kreeg het kapittel toestemming van de koning om een nieuwe kathedraal te bouwen waarvan het koor zich ver buiten de Romeinse stadsmuur zou uitstrekken. Net als bij de kathedraal van Bourges noodzaakte het niveauverschil tot de bouw van een crypte onder het koor. De bouw van het koor duurde vervolgens van 1217 tot 1254.
Pas in de loop van de veertiende eeuw begon men met de bouw van het gotische dwarsschip. Dit is van een heel andere opzet dan het koor. Het is vreemd genoeg eenbeukig en sluit op een wat onbeholpen manier aan bij het koor. Het zuidertransept kwam rond 1390 gereed, gevolgd door het noordertransept. De werkzaamheden stopten rond 1430; het gotische schip kwam nooit tot stand.

## Architectuur
Het gotische koor is een van de bijzonderste scheppingen van de gotiek. In opzet sluit het aan bij de oplossing die voor het eerst bij de kathedraal van Bourges werd toegepast: er is een dubbele kooromgang, waarbij de binnenste omgang veel hoger opgetrokken is dan de buitenste. De hoogte van de beuken loopt zo van buiten naar binnen piramidevormig op. De binnenste kooromgang heeft een driedelige opbouw gekregen met arcade, triforium en lichtbeuk. Een verschil met Bourges is echter dat de middenbeuk van het koor vreemd genoeg geen triforium heeft. In plaats daarvan is de arcade uitzonderlijk hoog opgetrokken, terwijl de lichtbeuk juist gedrongen is. De gewelven van het hoogkoor bereiken een hoogte van 33,26 meter.
Uniek is dat het koor wordt omgeven door een krans van dertien diepe kapellen, die voorbij de ronding van het koor tot aan het transept worden voortgezet. Zij zijn op een merkwaardige wijze tegen de kooromgang gebouwd. De scheibogen tussen de traveeën van de buitenste omgang splitsen zich in twee ribben, die telkens naar paarsgewijs tegen de buitenwand geplaatste steunberen leiden. Ook de luchtbogen buiten het koor splitsen zich boven de tweede kooromgang in tweeën en leiden zo naar de dubbele steunberen. Aan de buitenkant heeft dit een spectaculair woud van steunberen en luchtbogen tot gevolg. In het interieur komt door deze oplossing een bijzonder spel van licht tot stand, omdat enerzijds de zijwanden van de kapellen verlicht konden worden met vensters, en anderzijds ook tussen de steunbeerparen steeds ruimte gevonden is voor een extra venster.

## Inventaris
Het oudste gebrandschilderde glas bevindt zich in het schip. Deze fragmenten dateren uit ca. 1140. De vensters in de kooromgang en straalkapellen dateren uit ca. 1230/1240 en vertonen nog invloed van die in Chartres. De vensters in de lichtbeuk zijn eerder geïnspireerd op het voorbeeld van de Sainte-Chapelle in Parijs.
Het orgel dateert uit de zestiende eeuw. Verder zijn er in de kathedraal enkele wandtapijten en grafmonumenten te bezichtigen.
Aix · Albi · Amiens · Auch · Auxerre · Bayeux · Bayonne · Beauvais · Béziers · Bordeaux · Bourges · Carcassonne · Châlons · Chartres · Clermont-Ferrand · Dijon · Évreux · Laon · Le Mans · Limoges · Lisieux · Lyon · Meaux · Metz · Nantes · Narbonne · Nevers · Orléans · Parijs · Poitiers · Quimper · Reims · Rodez · Rouen · Sées · Sens · Soissons · Straatsburg · Toul · Toulouse · Tours · Troyes